# فرانک بورمن
فرانک بورمن (انگلیسی: Frank Borman، ۱۴ مارس ۱۹۲۸ – ۷ نوامبر ۲۰۲۳) فضانورد اهل ایالات متحده آمریکا بود.
بورمن ۱۴ مارس ۱۹۲۸ در گری، ایندیانا زاده شد. وی در مأموریت جمینای ۷، آپولو ۸ حضور داشت. وی که اولین سفر فضایی بشر به دور ماه را هدایت کرده بود ۷ نوامبر ۲۰۲۳ در ۹۵ سالگی درگذشت.